# 福島市立福島第一中学校
福島市立福島第一中学校（ふくしましりつ ふくしまだいいち ちゅうがっこう）は、福島県福島市にある福島市立の中学校である。

## 概要
福島市中心市街地南部を通学区域とし、阿武隈川と荒川、濁川との合流点の近くに位置する。2021年5月1日現在、23学級584名の生徒が在籍する。

## 沿革
- 1947年4月 - 学校教育法の施行により創立される（当時は福島市立福島第一小学校に併設されていた）。また、福島市立福島第五小学校に当校の分校が併設される。
- 1948年4月 - 福島市立福島第五小学校に併設されていた分校が廃止される。
- 1952年4月 - 福島市立杉妻中学校を統合。
- 1961年4月 - 福島市立吉井田中学校を福島第一中学校及び福島第六中学校に統合[2]。
- 1982年3月10日 - RC造四階建の校舎が竣工する。
- 1983年2月15日 - RC造三階建の校舎が竣工する。
- 1984年2月15日 - RC造三階建ての校舎が竣工する。
- 1985年2月28日 - 屋内運動場が竣工する。
- 1992年 - 水泳プール（25m×14m 7コース）が竣工する。
- 1993年4月 - 情緒障害特殊学級開設[2]。
- 2006年4月 - 難聴特殊学級開設[2]。
- 2020年4月8日 - この日から5月24日まで、新型コロナウイルス感染症対策に係る臨時休業[2]。

## 学校行事
| - 4月 - 5月 - 6月 | - 7月 - 8月 - 9月 | - 10月 - 11月 - 12月 | - 1月 - 2月 - 3月 |

## 通学区域[3]
- 中央東地区
  - 柳町
  - 御倉町
  - 荒町
  - 清明町
  - 五月町
  - 早稲町
  - 中町
  - 杉妻町
  - 栄町
  - 置賜町
  - 本町
  - 大町
  - 上町
  - 南町
- 杉妻地区
  - 郷野目
  - 鳥谷野
  - 太平寺
  - 黒岩
- 吉井田地区
  - 方木田
- 信夫地区
  - 永井川（JR東北本線より東側の全地区、字松木下）

## 進学前小学校
出典
- 福島市立福島第一小学校
- 福島市立清明小学校
- 福島市立吉井田小学校
- 福島市立杉妻小学校

## 学区内の主な施設
- JR東日本福島駅
- 福島県庁
- 福島県警察本部
- 福島県警察福島警察署
- 大原綜合病院
- 旧中合百貨店
- AXC

## 交通
- JR福島駅より徒歩約24分[5]

## 出身者
- 丹治純（大相撲力士）